# Locomotiva EMD SD40
La EMD SD40 è una locomotiva Diesel-elettrica a sei assi costruita dalla General Motors Electro-Motive Division tra il gennaio 1966 e l'agosto 1972, destinata principalmente al traino di treni merci.

## Storia
Nel 1966 la EMD decise il rinnovamento della produzione e presentò una nuova gamma di locomotive che montava il suo nuovo motore diesel "tipo 645".
Questa comprendeva i modelli a sei assi motori, SD38, SDP40 e SD45, oltre all'SD40; era a struttura modulare con componentistica standardizzata per ridurre i costi di produzione e manutenzione. La differenza principale era costituita dalla potenza ottenibile:
- SD38 = 1.490 kW con motore non turbocompresso 16 cilindri a V
- SD40 = 2.240 kW con motore turbocompresso 16 cilindri a V
- SD45 = 2.680 kW con motore turbocompresso 20 cilindri a V

La Electro-Motive Diesel (EMD) della General Motors ha sempre offerto due versioni della stessa locomotiva: rodiggio Bo-Bo e Co-Co. La Bo-Bo ha un peso per asse decisamente maggiore, dal momento che la macchina poggia su 4 assi. La Co-Co, con 6 assi, sollecita meno i binari e soprattutto è in grado di viaggiare su qualsiasi tipo di linea.
Le locomotive del tipo SD40 furono costruite in 856 unità per le varie ferrovie statunitensi, 330 per ferrovie canadesi, 72 per ferrovie messicane, 6 per la Compagnia mineraria di estrazione della bauxite della Guinea, e 4 per il Brasile.
La versione SD 45 fu costruita in 1260 unità. 
Le compagnie che usufruiscono maggiormente delle SD 45 sono: Union Pacific, Southern Pacific, Santa Fè, Western Pacific e Canadian Pacific. A partire dal 1972 la EMD perfezionò i suoi modelli e propose una nuova serie definita Dash-2, più economica in fatto di consumi e di manutenzione.

### Grafico della produzione delle SD40

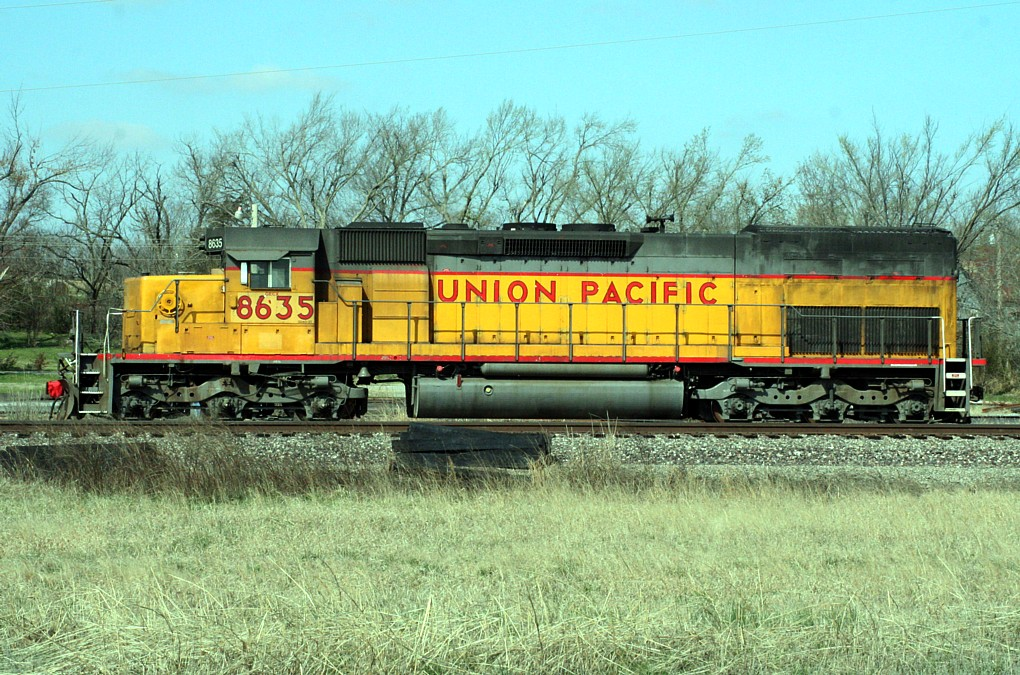
SD40T-2; la seconda serie dal 1972

## Caratteristiche
- Rodiggio: CoCo
- Scartamento: 1435 mm
- Lunghezza: 20980 mm
- Velocità massima: 105 km/h
- Peso: 167 t
- Alimentazione: gasolio
- Motore: Emd 645 e3 16 cilindri 1490/2240 kW (in base alla versione)
- Trasmissione: elettrica con alternatore e raddrizzatore al silicio, 6 motori di trazione